# Kerk aan de Stölpchensee
De Kerk aan de Stölpchensee (Duits: Kirche am Stölpchensee) is de dorpskerk van het voormalige dorp Stolpe, dat tegenwoordig deel uitmaakt van het Berlijnse stadsdeel Wannsee. De zaalkerk met vieringtoren werd in de jaren 1858-1859 gebouwd door Friedrich August Stüler naar een idee van koning Frederik Willem. De koning zelf ontwierp het roosvenster.

## Geschiedenis
Wegens instortingsgevaar moest de oude, middeleeuwse vakwerkkerk van Stolpe worden gesloten. Na vergeefse pogingen om met een massieve muur de kerk te stutten, werd het kerkgebouw ten slotte in 1854 gesloopt. De gemeente week uit naar een schoolgebouw, maar omdat het aantal gelovigen dat een dienst bijwoonde daardoor daalde, kreeg de bouw van een nieuwe kerk alle prioriteit. Een bouwbeambte in dienst van de regering te Potsdam maakte een ontwerp voor een eenvoudige dorpskerk, maar het ontwerp werd afgekeurd door de koning. Frederik Willem bemoeide zich vaker met kerkenbouwprojecten en verzocht nu de Pruisische bouwmeester Stüler een ontwerp aan te leveren. De meerkosten van het nieuwe ontwerp nam de koning voor zijn rekening.

## Beschrijving
Het neoromaanse kerkgebouw is van gele baksteen in de vorm van een Latijns kruis gebouwd. Aan het kerkschip, dat door een dwarsschip wordt doorsneden, sluit zich een voorhal aan. Boven de viering verheft zich een massieve, vierkante toren met piramidedak. Op de vier hoeken van de 23 meter hoge toren zijn neogotische pinakels geplaatst. Achter de viering bevinden zich drie polygonale apsissen. 

## Interieur
Het kerkschip heeft een houten zoldering. Op de linkermuur valt een monumentaal epitaaf uit de oude kerk op. De koninklijke hofgardenier Joachim Ludwig Heidert liet de epitaaf in 1777 voor zijn vader Martin Heidert oprichten. De zandstenen kansel wordt door de vier beelden van de evangelisten gesierd en behoort tot het oorspronkelijk meubilair. Sinds 1966 bevindt zich een laatgotische kruisigingsgroep in de kerk, afkomstig uit het in de oorlog verwoestte Franciscaanse klooster in het centrum van Berlijn.
De kerk bezit het oudst behouden mechanische klokkenspel van Berlijn. Het bestaat uit 18 klokken. Door middel van een speelwals wordt tussen acht uur 's ochtends en negen uur 's avonds elk vol uur een koraal gespeeld. Alle klokken werd in de Tweede Wereldoorlog omgesmolten en in 1958 vervangen door de huidige klokken. Naast de beiaard bezit de kerk ook nog twee grote luidklokken. 

## Orgel
Oorspronkelijk werd er geen orgel voor de dorpskerk gepland. Maar nog voor de voltooiing van de kerk werd door de koning een orgel toegezegd. Het roosvenster in de kerk wordt door het orgel aan het oog onttrokken. Het orgel werd herhaaldelijk verbouwd, maar de orgelkas uit 1861 is nog aanwezig. Het klankconcept van het huidige orgel uit 2010 is romantisch, een bewuste keuze omdat de tweede kerk van de gemeente, de Andreaskerk, een neobarok orgel heeft. Het Mühleisenorgel bezit 17 registers verdeeld over twee manualen.